# Adolf Piszczek
Adolf Kazimierz Piszczek (ur. 2 listopada 1937 w Czernicu) – polski elektromonter i polityk, poseł na Sejm PRL VIII kadencji.

## Życiorys
Uzyskał wykształcenie zasadnicze zawodowe. Był brygadzistą w Zakładach Aparatury Elektrycznej „Mera-Refa” w Świebodzicach i członkiem Komisji Rewizyjnej przy Komitecie Zakładowym Polskiej Zjednoczonej Partii Robotniczej. W latach 1980–1985 pełnił mandat posła na Sejm PRL VIII kadencji w okręgu Wałbrzych. Zasiadał w Komisji Kultury i Sztuki, Komisji Przemysłu Ciężkiego, Maszynowego i Hutnictwa, Komisji Przemysłu oraz w Komisji Kultury. Od początku lipca 1986 do końca lipca 1987 był kierownikiem Miejskiego Ośrodka Pracy Ideowo-Wychowawczej Komitetu Miejskiego PZPR w Świebodzicach.

## Życie prywatne
Syn Józefa i Marianny. Od 1960 żonaty z Marią.